# Pyramidelloides angustus
Pyramidelloides angustus is een slakkensoort uit de familie van de Eulimidae. De wetenschappelijke naam van de soort is voor het eerst geldig gepubliceerd in 1898 door Hedley.